# Fritz Jessen
Fritz Jessen (* 21. August 1886 in Straßburg, Elsass-Lothringen; † 30. Juli 1951) war ein deutscher Jurist, Industrieller, Bankier und Finanzvorstand des Elektrokonzerns Siemens & Halske.

## Leben
Jessen war ein Sohn des Mediziners Ernst Jessen (1859–1933), dem Gründer der ersten Schulzahnklinik der Welt und „Begründer der Schulzahnpflege“. Seine Mutter Dora Johanna Sieck stammte aus Dänemark. Nach dem Abitur studierte Jessen Rechtswissenschaft an der Eberhard Karls Universität Tübingen. Dort wurde er 1904 Mitglied der Tübinger Burschenschaft Derendingia, der bereits sein Vater angehörte. Er promovierte anschließend zum Dr. jur.
Von 1925 bis 1929 war er Geschäftsinhaber der Norddeutschen Bank. Im Jahre 1929 wurde er Direktor der Deutschen Bank und der Disconto-Gesellschaft in Hamburg. Diesen Posten hatte Jessen bis 1931 inne. Anschließend erfolgte die Ernennung zum stellvertretenden Vorstandsmitglied der Siemens & Halske AG in Berlin. Seit 1937 war er ordentliches Vorstandsmitglied dieses Unternehmens. Im selben Jahr wurde Fritz Jessen Mitglied des Präsidiums der Deutschen Gruppe der Internationalen Handelskammer. 1944 war er Teilnehmer eines geheimen Treffens führender Großindustrieller (Stahl-Kreis). 
Auf Grundlage des Gesetzes Nr. 52 über die Beschlagnahme deutscher Vermögenswerte übernahm die britische Militärregierung am 5. Februar 1947 die Siemens-Betriebe und ernannte den früheren Finanzdirektor im Vorstand der Siemens & Halske AG Fritz Jessen zum Treuhänder. Er galt aus Sicht der britischen Militärregierung und des Unternehmens als unbelastet und von einem möglichen Interessenkonflikt zwischen Militärregierung und Unternehmen unbefangen. Anfang April 1947 nahm der ehemalige Vorstandsvorsitzende Wolf-Dietrich von Witzleben, nachdem eine Urabstimmung der Werksangehörigen eine knappe Mehrheit für ihn ergeben hatte, die Tätigkeit als Vorstandsvorsitzender wieder auf. 